# Équipe d'Andorre espoirs de football
Maillots
L'équipe d'Andorre espoirs de football est une sélection de joueurs de moins de 21 ans andorrans placée sous l'égide de la Fédération d'Andorre de football. 
Elle dispute son premier match officiel le 3 mai 2006, pour la réception de l'Islande, en tour préliminaire du tournoi de qualification de l'Euro 2007.

## Parcours au Championnat d'Europe de football espoirs
- 2007 : Non qualifié
- 2009 : Non qualifié

## Sélection actuelle
Les joueurs suivants ont été appelés pour disputer le groupe G des éliminatoires du Championnat d'Europe de football espoirs 2023 contre la Tchéquie, le 13 juin 2022.
Gardiens
- Ion Rodríguez
- Mauro Rabelo

Défenseurs
- Álex Alonso
- Marc Robinat
- Joel Guillén
- Adri Gomes
- Benet Ferrín

Milieux
- Eric de las Heras
- Eric Vales
- Pau Babot
- Kilian Ruiz
- Daniel Cerqueira
- Xavier Palou
- Ot Remolins
- Xexi

Attaquants
- Álex Rente
- Brian Pubill
- Izan Fernández
- Nil Linares
- Eric Balastegui